# Aeroportul Malolo Lailai
Aeroportul Malolo Lailai (IATA: PTF, ICAO: NFFO) este un aeroport din Fiji ce deservește zona Malolo Lailai⁠(d). A fost numit după zona deservită.
Situat la o altitudine de 3 m, aeroportul dispune de o singură pistă.